# 1000 Meilen bis Yokohama
1000 Meilen bis Yokohama (Originaltitel: A Majority of One) ist eine US-amerikanische Filmkomödie von Mervyn LeRoy aus dem Jahr 1961. Das Drehbuch basiert auf dem gleichnamigen Bühnenstück des Drehbuchautors Leonard Spigelgass. In Deutschland hatte der Film am 10. Juni 1984 im Fernsehen (ZDF) seine Premiere.

## Handlung
Mrs. Jacoby aus Brooklyn hat im Zweiten Weltkrieg ihren Mann verloren, der im Pazifikkrieg gefallen ist. Ihre Tochter Alice und deren Verlobter Jerry Black wollen nach Japan. Mrs. Jacoby begleitet die beiden auf der Schiffsreise. Jerry soll am Ziel bei einer Vertragsverhandlung mit einer Handelsdelegation dabei sein. Auf dem Schiff begegnet Mrs. Jacoby dem japanischen Industriellen Mr. Asano, dessen Familie im Krieg ebenfalls tragische Ereignisse erlebt hat. Die Freundschaft der beiden endet, als Jerry den Verdacht hegt, Mr. Asano, der Mitglied der Delegation ist, wolle diese Freundschaft zu seiner Mutter politisch ausnutzen. Obwohl seine Mutter diesen Verdacht ablehnt, trifft sie sich am letzten Abend nicht mit Mr. Asano.
In Japan beginnen die Verhandlungen. Jerry verhält sich offensiv gegenüber Mr. Asano, so dass die Verhandlungen scheitern. Mrs. Jacoby besucht Mr. Asano heimlich in seiner Wohnung. Sie bringt ihn dazu, die Verhandlungen wieder aufzunehmen, die danach erfolgreich und zur Zufriedenheit aller verlaufen. Als die Amerikaner sich für die Rückreise vorbereiten, macht Mr. Asano einen Heiratsantrag. Mrs. Jacoby ist irritiert von dem Antrag und auch von der ablehnenden Haltung von Alice und Jerry. Sie lehnt aber mit der Begründung ab, dass sie beide in ihren Erinnerungen an ihre Ehepartner gefangen seien.
Monate später kommt Mr. Asano als Mitglied einer UN-Delegation nach New York. Er begegnet Mrs. Jacoby wieder, die nun seinen Antrag annimmt.

## Kritiken
„Eine etwas lehrhafte, aber sympathische Komödie mit melodramatischen Akzenten, die ihre völkerversöhnende Botschaft mit leichten selbstironischen Akzenten verbindet.“

## Auszeichnungen
Golden Globe 1962
- Golden Globe in der Kategorie Bester Film (Komödie/Musical)
- Golden Globe in der Kategorie Beste Hauptdarstellerin (Komödie/Musical) an Rosalind Russell
- Spezial-Golden Globe für den Besten Film für Völkerverständigung (Best Film Promoting International Understanding)

Oscarverleihung 1962
- Nominierung in der Kategorie Beste Farbkamera für Harry Stradling

Weitere Auszeichnungen/Nominierungen
- 1962 Nominierung für den WGA-Award der Writers Guild of America für Leonard Spigelgass für die beste Komödie
- 1962 Nominierung für den DGA-Award der Directors Guild of America für Mervyn LeRoy für die beste Regie
- 5. Platz in der Kategorie Top Comedy bei den Laurel Award 1962.

## Hintergrund
Für Alan Mowbray war die Rolle in der Produktion von Warner Bros. der letzte Auftritt in einem Kinofilm. Bis zu seinem Tod 1969 arbeitete er nur noch für das Fernsehen. Regisseur Mervyn LeRoy drehte nach diesem Film noch drei weitere, bis er sich vom Filmgeschäft zurückzog.